# Azerbajdzjan vid världsmästerskapen i friidrott 2022
Azerbajdzjan tävlade vid världsmästerskapen i friidrott 2022 i Eugene i USA mellan den 15 och 24 juli 2022. Azerbajdzjan hade en trupp på två idrottare.

## Resultat
Teknikgrenar
| Idrottare           | Gren                   | Kval    | Kval      | Final            | Final            |
| Idrottare           | Gren                   | Distans | Placering | Distans          | Placering        |
| ------------------- | ---------------------- | ------- | --------- | ---------------- | ---------------- |
| Yekaterina Sariyeva | Damernas tresteg       | 13,46 m | 26        | Gick inte vidare | Gick inte vidare |
| Hanna Skydan        | Damernas släggkastning | 70,93 m | 11 0q0    | 69,01 m          | 11               |